# إنريكو أدولف
إنريكو أدولف (بالإنجليزية: Enrico Adolph) (17 يناير 1992 بجوهانسبرغ في جنوب أفريقيا - ) هو لاعب كرة قدم جنوب أفريقي في مركز الدفاع. لعب مع بيدفيست ويتس ونادي مبومالانجا بلاك أسأت.

## وصلات خارجية
- إنريكو أدولف على موقع قاعدة بيانات كرة القدم.إي يو (الإنجليزية)